# Chris Killen
Christopher John Killen, mais conhecido como Chris Killen (Wellington, 8 de outubro de 1981) é um ex-futebolista neozelandês, atuava na posição de atacante.

## Carreira
Cole Peverley fez parte do elenco da Seleção Neozelandesa de Futebol nas Olimpíadas de 2008, já como um dos jogadores acima da idade olímpica e a Copa do Mundo de 2010.
Jogou equipe do Shenzhen Ruby da China, no final de carreira.